# Banksia paludosa
Banksia paludosa là một loài thực vật có hoa trong họ Quắn hoa. Loài này được R.Br. miêu tả khoa học đầu tiên năm 1811.
Đây là loài bản địa New South Wales, Australia, nơi loài này được tìm thấy giữa Sydney và vịnh Batemans, với một quần thể cô lập hơn nữa về phía nam khoảng Eden. Có hai phân loài được công nhận, với phân loài chỉ định một loại cây bụi lan rộng cao đến 1,5 m, và subsp. astrolux là một loại cây bụi cao tới 5 m (16 ft) cao chỉ có ở vườn quốc gia Nattai.